# Bibbia di Douai-Rheims

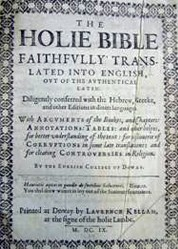
Frontespizio dell'edizione del 1609 dell'Antico Testamento.

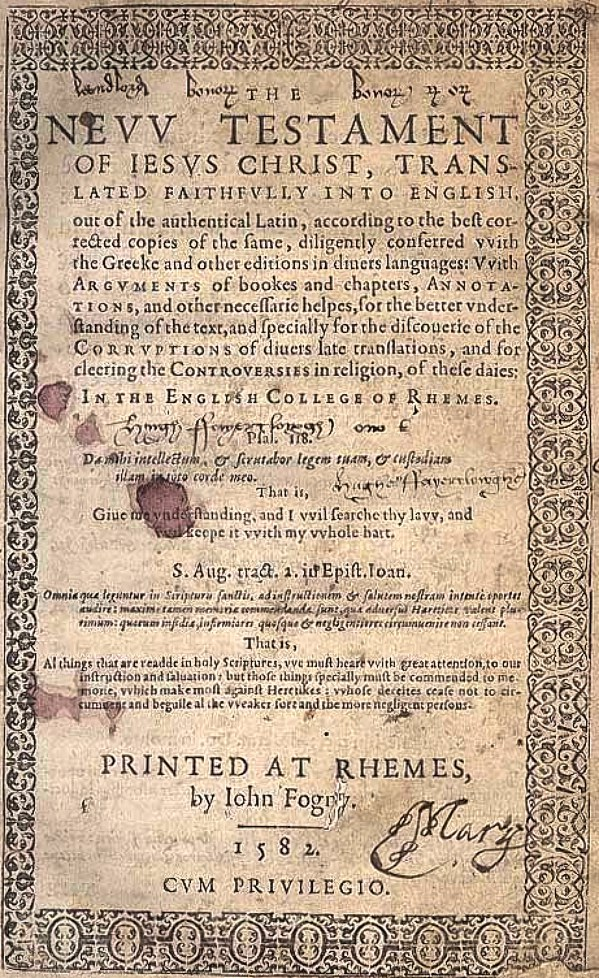
Bibbia di Douai-Rheims: Nuovo Testamento (1582).

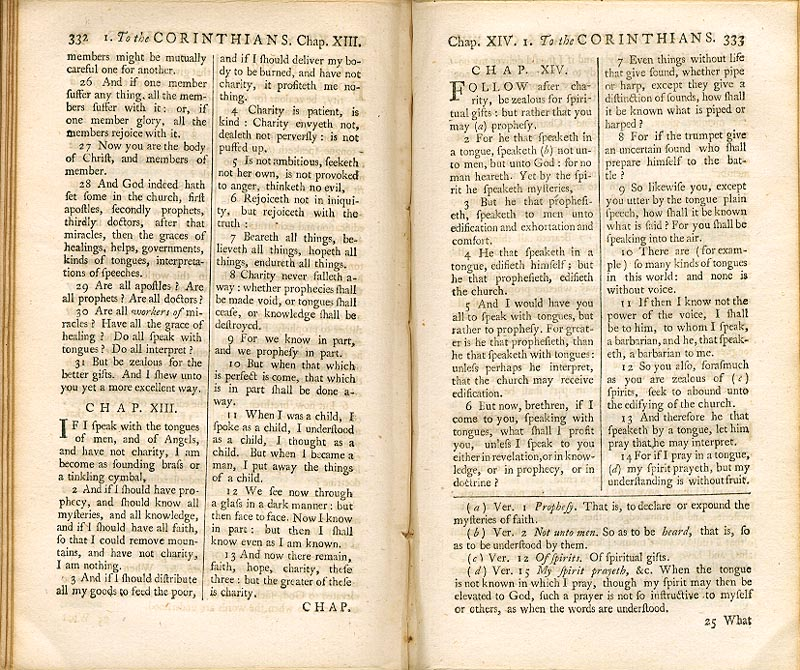
Bibbia di Douai: Revisione del Nuovo Testamento di Richard Challoner (1749).

La Bibbia di Douai-Rheims (Douay–Rheims Bible o semplicemente Douay Bible in inglese) è una traduzione della Bibbia in inglese dalla Vulgata latina, intrapresa dai membri del Collegio inglese di Douai alla fine del XVI secolo. Il loro scopo, con questa traduzione, era sostenere la tradizione cattolica di fronte alla Riforma protestante, che allora dominava in modo schiacciante nella religione elisabettiana e nel dibattito accademico. Come tale, costituisce uno sforzo considerevole, da parte dei cattolici inglesi, a favore dell'«antica fede».
Il Nuovo Testamento fu pubblicato in un unico volume nel 1582 a Reims. L'Antico Testamento quasi trent'anni dopo dall'Università di Douai in due volumi: il primo, dalla Genesi a Giobbe, comparve nel 1609, e il secondo, da Salmi a 2 Maccabei, con gli apocrifi della Vulgata, nel 1610. Le note a margine, che occupano la maggior parte dei volumi, affrontano anche alcuni problemi di traduzione e si concentrano sui testi ebraici, greci e della Vulgata.
Il Nuovo Testamento fu ristampato nel 1600, 1621 e 1633 e i due volumi dell'Antico Testamento furono ristampati nel 1635. Nel 1589, William Fulke pubblicò un saggio per confutare il Nuovo Testamento di Reims, disponendo in colonne il testo completo di Reims e le sue note accanto al testo della Bibbia dei Vescovi. Quest'opera, ampiamente distribuita in Inghilterra, ebbe tre ristampe fino al 1633, e fu soprattutto attraverso le edizioni del Fulke che il Nuovo Testamento di Reims esercitò un'influenza importante sullo sviluppo della lingua inglese nel XVII secolo.
L'inglese della traduzione 1582/1610 è caratterizzato da una forte influenza latina, al punto da renderlo a tratti incomprensibile. Per superare questo problema, il vescovo Richard Challoner intraprese una revisione del testo, che apparve tra il 1749 e il 1752. La sua versione conserva il titolo di Bibbia di Douai, ma tende ad affidarsi al testo della Bibbia di re Giacomo, accuratamente controllato e adattato in modo da essere più leggibile e più coerente con l'edizione della Vulgata Clementina. Le numerose riedizioni del testo di Challoner riprendono il suo Vecchio Testamento con poche modifiche, ma alcune Bibbie americane del XIX secolo riprendono il Nuovo Testamento come rivisto da Bernard MacMahon in una serie di edizioni pubblicate a Dublino tra il 1783 e il 1810. Al contrario, la maggior parte delle edizioni stampate in Inghilterra seguono il testo originale di Challoner; questo è quello che fanno anche la maggior parte delle edizioni del XX secolo e versioni della Bibbia Douai che circolano online su Internet.
Le chiese cattoliche nei paesi di lingua inglese promuovono altre traduzioni della Bibbia, come la Bibbia di Gerusalemme, la New American Bible, la Revised Standard Version, la New Revised Standard Version e la New Jerusalem Bible. Tuttavia, la revisione di Challoner della Bibbia di Douai rimane la Bibbia preferita dai cattolici tradizionalisti di lingua inglese.

## Origine

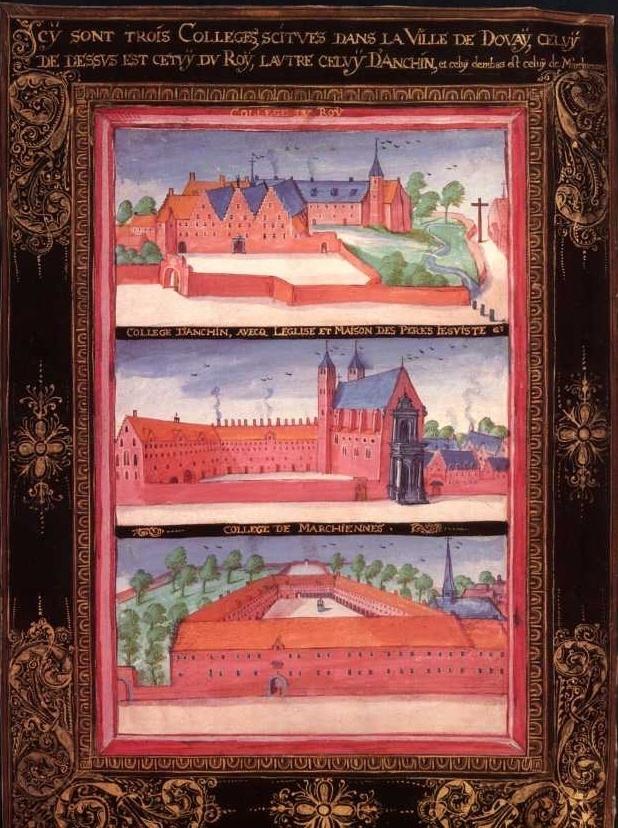
Collegi dell'Università di Douai.

La città di Douai era, alla fine del XVI secolo, nei Paesi Bassi spagnoli ed era una roccaforte del cattolicesimo. In seguito allo scisma anglicano, numerosi cattolici britannici vi si recarono in esilio.
Gli esuli inglesi, per motivi religiosi o di ricusazione, non erano tutti cattolici. C'erano rifugiati cattolici nel continente e puritani, ed entrambi usavano una versione inglese della Bibbia. Il centro del cattolicesimo inglese era l'Università di Douai, fondata nel 1568 da William Allen, ex professore del Queen's College di Oxford e Canonico di York, futuro cardinale; il suo scopo era quello di formare sacerdoti per riportare gli inglesi al cattolicesimo. Ed è con questo scopo che è stata realizzata la traduzione cattolica della Bibbia in inglese. La traduzione fu finanziata dalla Spagna e durò più di trent'anni.
Un'edizione di poche centinaia o più di copie del Nuovo Testamento, in quarto (e non in folio), fu pubblicata negli ultimi mesi del 1582 (Herbert n. 177), durante un temporaneo trasferimento del collegio a Reims (in inglese Rheims), così che è generalmente nota come New Testament of Rheims. Sebbene morì lo stesso anno della sua pubblicazione, questa traduzione fu principalmente opera di Gregory Martin, un ex membro del St-John's College di Oxford e amico intimo di Edmund Campion. Fu assistito da altri a Douai, tra cui lo stesso Allen, Richard Bristow e Thomas Worthington, che effettuarono controlli e fornirono note e annotazioni. Si ritiene che l'Antico Testamento fosse stato pronto nello stesso periodo ma, per mancanza di fondi, non poté essere stampato se non più tardi, dopo il ritorno del collegio a Douai (in inglese Douay); questo è il motivo per cui è generalmente noto come il Douay Old Testament. Fu pubblicato in due volumi, in quarto, datati 1609 e 1610 (Herbert # 300). È notevole che queste prime edizioni del Nuovo e dell'Antico Testamento seguissero la Bibbia di Ginevra, non solo nel loro formato in quarto, ma anche nell'uso dei caratteri romani.
Come traduzione recente, il Nuovo Testamento di Reims ha esercitato un'influenza sui traduttori della Bibbia di re Giacomo (vedi sotto). Poi non mostrò più alcun interesse per la Chiesa anglicana. Nonostante gli attuali toponimi Douai e Reims, questa Bibbia è ancora pubblicata con il nome di Bible of Douay-Reims e ha costituito la base di alcune successive Bibbie cattoliche in inglese.
Leggiamo sul frontespizio: La Sacra Bibbia, tradotta fedelmente in inglese dal testo latino autentico, accuratamente confrontata con l'ebraico, il greco e altre edizioni. La causa del ritardo era il nostro misero stato di esilio, ma c'era anche il problema di conciliare l'edizione latina con le altre. William Allen si recò a Roma e lavorò con altri studiosi alla revisione della Vulgata. L'edizione "Sistina" fu pubblicata nel 1590 e il testo finale, noto come Vulgata Clementina, seguì nel 1592. Queste revisioni della Vulgata hanno permesso al dottor Worthington di scrivere nella prefazione: «Abbiamo ricontrollato questa traduzione inglese e l'abbiamo resa conforme alla più perfetta edizione latina».

## Stile
La Bibbia Douai è una traduzione della Vulgata latina, che è essa stessa una traduzione dai testi ebraici, aramaici e greci. La Vulgata è stata creata in gran parte grazie agli sforzi di San Girolamo (345-420), la cui traduzione è stata dichiarata l'autentica versione latina della Bibbia dal Concilio di Trento. Sebbene gli studiosi cattolici di Douai avessero "fatto confronti" con gli originali ebraici e greci, così come "altre edizioni in varie lingue", il loro scopo dichiarato era di tradurre dalla Vulgata latina, per ragioni di precisione come indicarono nella loro prefazione, che li portò a produrre, in alcuni punti, una sintassi pomposa e piena di latinismi. Il seguente breve brano (Lettera agli Efesini 3:6-12), è un buon esempio (non abbiamo modernizzato, ovviamente, le convenzioni ortografiche allora in uso):
Altrove, tuttavia, il testo inglese del Nuovo Testamento di Reims segue più o meno da vicino la versione protestante data per la prima volta da William Tyndale nel 1525, anche se il testo di base per i traduttori di Reims sembra essere stato la revisione di Tyndale utilizzata in un Nuovo Testamento bilingue, inglese e latino, pubblicato da Myles Coverdale a Parigi nel 1538. Inoltre i traduttori furono particolarmente precisi nell'interpretazione dell'articolo determinativo dal greco all'inglese, e nel riconoscimento delle sottili distinzioni tra i tempi passati in greco, che né in un caso né nell'altro, non si trovano nella Vulgata latina. Di conseguenza, il Nuovo Testamento di Reims è molto meno una nuova versione di Girolamo, e deve un po' di più ai testi originali di quanto i traduttori ammettano nella loro prefazione. Quando questi si discostano dal testo di Coverdale, spesso adottano letture che si trovano nella Bibbia di Wycliff; era perché questa versione era stata tradotta dalla Vulgata ed era stata ampiamente utilizzata dal clero cattolico di lingua inglese, poco consapevole che doveva le sue origini ai Lollardi.
È comunque la traduzione di una traduzione, e mentre molte traduzioni della Bibbia molto apprezzate ricorrono ancora alla Vulgata, specialmente per spiegare alcuni passaggi difficili dell'Antico Testamento, quasi tutte le versioni moderne sono fatte direttamente da testi biblici in ebraico, aramaico e greco, senza ricorrere a una versione secondaria, che è la Vulgata.
Nella loro decisione di applicare sistematicamente la lingua latinizzata piuttosto che l'inglese quotidiano per trasmettere meglio la terminologia religiosa, i traduttori /Rheims hanno continuato una tradizione stabilita da Tommaso Moro e Stephen Gardiner nelle loro critiche alle traduzioni bibliche di William Tyndale. In effetti, lo stesso Gardiner aveva applicato questi principi nel 1535 per creare una versione profondamente rivista (che purtroppo non è sopravvissuta) delle traduzioni di Tyndale dei Vangeli di Luca e Giovanni. Moro e Gardiner avevano sostenuto che i termini latini erano più precisi nel loro significato rispetto ai loro equivalenti inglesi, e che quindi dovevano essere mantenuti in una forma anglicizzata per evitare ambiguità. David Norton osserva, tuttavia, che la versione /Rheims amplia notevolmente questo principio. Nella prefazione al Nuovo Testamento di Reims, i traduttori criticano la Bibbia di Ginevra per il suo sforzo costante e intenzionale di rendere il testo biblico in un inglese chiaro e comprensibile:
(David Norton)
Ciò aggiunge alle argomentazioni di More e Gardiner l'argomentazione contraria secondo cui le versioni precedenti in inglese semplice davano indebitamente un significato chiaro a passaggi che erano oscuri nel testo greco di origine; in tal caso la Vulgata latina aveva spesso avuto la tendenza a rendere il greco piuttosto letteralmente, anche a rischio di condurre a costruzioni latine scadenti. In effetti, i traduttori di Reims sostengono che dove il testo di partenza è ambiguo o oscuro, dovrebbe esserlo anche una fedele traduzione inglese, con semplicemente una discussione in una nota marginale dei diversi modi di intendere il testo.
La traduzione è stata preparata con lo scopo specifico di opporsi alle traduzioni protestanti (che avevano anche motivi controversi). Le note e le annotazioni erano lì per riflettere le posizioni cattoliche. È ovviamente il canone biblico del Concilio di Trento ad essere stato utilizzato, incorporando nell'Antico Testamento i libri deuterocanonici e rifiutando solo 3 Esdra, 4 Esdra e la Preghiera di Manasse nella sezione degli apocrifi.

## Posterità
Fino al XX secolo, era l'unica Bibbia inglese approvata per i cattolici La Bibbia di Douai è considerata una traduzione di riferimento tra i cattolici anglosassoni.
Durante la sua cerimonia di investitura come 46º presidente degli Stati Uniti, Joe Biden ha giurato su una Bibbia di Douai.